# Иван Михайлович (князь тверской)
Иван Михайлович, в постриге Иов (1357 — 22 мая 1425) — великий князь тверской (1399—1425), сын великого князя Тверского Михаила Александровича.
Иван был искусным дипломатом, извлекал выгоду для Тверского княжества из возникающих трудных ситуаций. В 1400 году получил великокняжеский ярлык на Тверское княжение от хана Шадибека. В 1406 году тверские войска совместно с войсками Василия I выдвигались в поход на Литву, но не принимали участия в сражении, так как мир был подписан без кровопролития. Иван был раздосадован тем, что мирные переговоры проходили без его участия, что высказал в гневном письме Василию.
В 1408 году не подчинился приказу Едигея прийти с артиллерией и присоединиться к осаде Москвы. В 1412 году тверской князь заключает союз с Витовтом, «чтобы быть им всюду за один». В 1422 году оказывал военную помощь своему шурину Витовту в борьбе против Тевтонского ордена. При Иване Михайловиче начата чеканка тверской монеты.

Умер от моровой язвы в 1425 году, приняв перед смертью схиму с именем Иова.

## Семья и дети
От брака с Марией (с 1377; по другой версии с 1374), дочерью Великого князя литовского Кейстута (умерла в 1405, приняв постриг как «Марфа», похоронена в церкви святого Спаса в Твери):
- Иван
- Александр
- Юрий

От брака с Евдокией (с 1402; по другой версии с 1405; в Лицевом летописном своде — зима 1408/9), второй дочерью дорогобужского князя Дмитрия Еремеевича, детей не было. Она
умерла, согласно Лицевому своду, 13 апреля 1410 года, и похоронена была в соборной церкви Преображения Господня в Твери.